# Diakoniewerk Martha Maria
Das Diakoniewerk Martha-Maria e. V. ist ein selbstständiges Diakoniewerk in der Evangelisch-methodistischen Kirche, das zur Arbeitsgemeinschaft christlicher Kirchen gehört und Mitglied im Diakonischen Werk ist. Zu Martha-Maria gehören Krankenhäuser, Berufsfachschulen für Pflege, Seniorenzentren und Erholungseinrichtungen mit insgesamt mehr als 4.700 Mitarbeitenden in Bayern, Baden-Württemberg und Sachsen-Anhalt.

## Geschichte
Am 4. Februar 1889 gründeten die Diakonissen Luise Schneider und Elise Heidner mit dem evangelisch-methodistischen Pastor Jakob Ekert eine Schwesternschaft als Verein für allgemeine Krankenpflege. Sie nannten sie „Martha-Maria“.

## Ursprung des Namens Martha-Maria
Der Name „Martha-Maria“ kommt aus der Bibel. Martha und Maria waren zwei Schwestern, die zur selben Zeit wie Jesus in Palästina lebten. Eines Tages besuchte Jesus sie. Während sich Martha um Essen und Trinken kümmerte, setzte sich Maria Jesus zu Füßen und hörte ihm zu. Martha ärgerte sich darüber sehr und forderte Jesus auf dafür zu sorgen, dass Maria in der Küche mithalf – so, wie sich das für Frauen gehörte. Jesus erklärte aber, dass Maria genau das Richtige getan hat.

## Einrichtungen
Martha-Maria ist unter anderem tätig in den Arbeitsfeldern
- Krankenhaus
- Medizinische Versorgungszentren MVZ
- Altenhilfe
- Rehabilitation
- Ausbildung von Pflegefachkräften
- Weiterbildung
- Diakonisches Jahr (bestehend aus Bundesfreiwilligendienst und Freiwilligem Sozialen Jahr)
- Kindertagesstätten
- Hotels
- Ambulante Pflegedienste

Die Einrichtungen befinden sich in Nürnberg, München, Halle/Saale, Stuttgart, Eckental, Freudenstadt, Nagold, Hohenschwangau, Wüstenrot und Lichtenstein-Honau.

## Leitung
Der Geschäftsführende Vorstand leitet das Diakoniewerk Martha-Maria. Es ist die vorrangige Aufgabe des Vorstands, „den Zweck des Diakoniewerks zu fördern und zu verwirklichen“. Der Vorstand ist für die Unternehmensführung, Unternehmenspolitik und Unternehmenskultur für das gesamte Werk und die Gesellschaften zuständig. Der Vorstandsvorsitzende ist ein Pastor der Evangelisch-methodistischen Kirche und wird auf sechs Jahre gewählt. Er ist gleichzeitig Vorsitzender der Aufsichtsräte der Martha-Maria-Gesellschaften. Zudem bildet er zusammen mit der Oberin und weiteren Diakonissen die Mutterhausleitung.
Aktuell gehören dem Geschäftsführenden Vorstand an:
- Hans-Martin Niethammer, Vorstandsvorsitzender
- Roswitha Müller, Oberin
- Tobias Mähner, Personalvorstand
- Thomas Völker, Kaufmännischer Vorstand[3]

## Publikation
- Die Zeitung / Diakoniewerk Martha-Maria e. V., seit 2000, 3 × jährlich[4]
  - davor: Mitteilungsblatt Martha-Maria, seit 1976